# Alain de Bernardy de Sigoyer
Pour les articles homonymes, voir Bernardy et Sigoyer.
Alain Jules Antonin Romain Louis Gaspard Sinéty de Bernardy de Sigoyer, ou marquis Alain de Bernardy de Sigoyer né le 14 février 1905 à L'île de La Réunion et guillotiné le 11 juin 1947 à Paris, est un riche Français qui fut accusé du meurtre de sa femme à son domicile parisien pendant la Seconde Guerre mondiale. L'affaire Bernardy de Sigoyer fascina l'opinion publique de l'époque.

## Jeunesse
Bernardy de Sigoyer est né le 14 février 1905 à Saint-Denis (La Réunion). Orphelin à sept ans, il se dit Marquis. La famille Bernardy de Sigoyer possédait le titre de seigneur de Sigoyer (Alpes-de-Haute-Provence) qui a été élevé en marquisat, mais il fait partie de la branche de La Réunion qui ne portait pas ce titre.
Tour à tour comptable, chauffeur, écrivain, magicien, homme d'affaires, cet habitué des cachots a eu une vie rocambolesque multipliant les maîtresses, et avant même son procès pour assassinat, attira l'attention des médias de l'époque sur lui.
Il est fiché comme escroc par la police de presque tous les pays européens (entre ceux-ci l'Allemagne, l'Autriche, la Hongrie, la Roumanie, la Bulgarie, l'Italie et l'Espagne), en particulier pour des faits de carambouille (forme d'escroquerie consistant à revendre un bien acheté à crédit sans rembourser sa dette).
En 1931, il est accusé d'abus de confiance. Pour éviter la prison, il se fait passer pour fou. Il est interné à l'asile de Hœrdt (Alsace).
Ensuite, il ouvre plusieurs « écoles de magie » à travers l'Europe, en particulier à Barcelone et Lisbonne.
En 1937, il achète une grande maison à Hautvillers, dans la vallée de Chevreuse, la « Maison Rouge », où il se livre à son passe-temps favori, la magie noire. La même année, il est accusé du kidnapping d'un homme appelé Petroff Gautcheff. Dans le cadre de cette enquête, la police retrouve à la « Maison Rouge » les papiers et le passeport d'un Américain disparu. Bernardy est soupçonné mais aucun corps n'a été retrouvé. Bernardy est à nouveau interné après avoir déclaré qu'il avait été mangé, puis libéré grâce à intervention d'une ancienne maîtresse.
Durant la guerre, tantôt collaborateur, tantôt résistant, Bernardy est l'un des hommes les plus riches de Paris. Propriétaire d'un restaurant avenue de la Grande-Armée, il est également propriétaire d'un chais à Bercy et a fait fortune dans le commerce de l'alcool avec les Allemands,.

## L'affaire Bernardy de Sigoyer

### Les faits
En mars 1944, Alain de Bernardy de Sigoyer et sa femme Jeanine Kergot vivent séparés.
Bernardy habite dans un hôtel cossu au 7 boulevard de Bercy avec sa maîtresse Irène Lebeau (la bonne) et la mère de sa femme (Suzanne Kergot) qui fut également une de ses maîtresses. Bernardy a deux enfants de sa femme et un enfant de sa maîtresse Irène.
Sa femme a l'habitude de lui rendre visite pour qu'il lui remette sa pension alimentaire et le surprend un jour avec Irène « en pleine action ». Exigeant le divorce, elle entre le 29 mars 1944 dans la maison de son mari pour récupérer ses 10 000 francs de pension qu'il s'est engagé à lui verser. Le lendemain, la mère de Jeanine signale sa disparition à la police. Bernardy est soupçonné, questionné et torturé par la Gestapo (supplice de la baignoire), mais affirme ne pas savoir où est sa femme. 
L'enquête reprend à la Libération, en avril 1945, alors que le marquis est toujours emprisonné. Les policiers fouillent l'hôtel de fond en comble et retrouvent plusieurs affaires personnelles de Jeanine Kergot dans un tonneau. Interrogée par le commissaire Massu, Irène Lebeau dénonce le marquis et indique l'emplacement du corps dans un entrepôt de Bercy appartenant à Bernardy, enterré dans une fosse sous un compteur d'eau. Interrogé à son tour, Bernardy nie toujours,.

### Procès
Le procès s'ouvre le 19 décembre 1946 devant la Cour d'assises de la Seine. Alain de Bernardy de Sigoyer est accusé d'assassinat et sa maîtresse Irène Lebeau de complicité. Bernardy est défendu par le célèbre avocat, maître Jacques Isorni, qui a également défendu le maréchal Pétain. La partie civile (madame Kergot) est représentée par Maurice Garçon. L'accusation est soutenue par l'avocat général Henri Lemoine.
Tout au long du procès, Bernardy nie le crime, se défend habilement et avec obstination. Sa version du meurtre met en cause sa maîtresse Irène, qui aurait tué sa femme par arme à feu, mais aucune balle ne sera retrouvée pour étayer sa version des faits. Irène Lebeau de son côté affirme avoir vu Bernardy étrangler sa femme dans un fauteuil rouge de sa chambre, puis avoir aidé son amant à transporter le corps dans l'entrepôt de Bercy. Le 23 décembre 1946, Bernardy est condamné à mort, Irène Lebeau est acquittée.
Il est guillotiné le 11 juin 1947 à la prison de la Santé à Paris par le bourreau Jules-Henri Desfourneaux.
Isorni raconte que la nuit qui suivit l'exécution, un homme en grand habit qui ressemble à Bernardy frappa à sa porte, pour lui signifier d'une voix d'outre-tombe les plus terribles malédictions. Revenu de sa stupeur, l'avocat comprit qu'il s'agissait d'un comédien payé par Bernardy, vengeance post-mortem d'un hors-la-loi romanesque contre son avocat incapable à ses yeux de lui sauver la vie, ce dernier l'appelant dans ses mémoires « l’incarnation de Satan ».

### Radio
- Jacques Pradel et Éric Yung, « L'affaire du Marquis Bernardi de Sigoyer », RTL, L'heure du crime, 13 janvier 2011.
- Europe 1, « Alain de Bernardy de Sigoyer, le marquis excentrique », Christophe Hondelatte, Hondelatte raconte du 23 mai 2017

### Télévision
- Forissier, Régis et Durand, Loup, L'affaire Bernardi de Sigoyer, deuxième numéro de la série Contre-enquête, 6 mars 1974, www.ina.fr, ORTF.
- TV Vendée, « L'affaire du Marquis Bernardy de Sigoyer », 9 et 23 novembre 2010.